# Alpelsee
Alpelsee eller Alplsee är en sjö i Österrike.   Den ligger i förbundslandet Tyrolen, i den västra delen av landet, 500 kilometer väster om huvudstaden Wien. Alpelsee ligger 1 620 meter över havet.